# Amtsgericht Peine

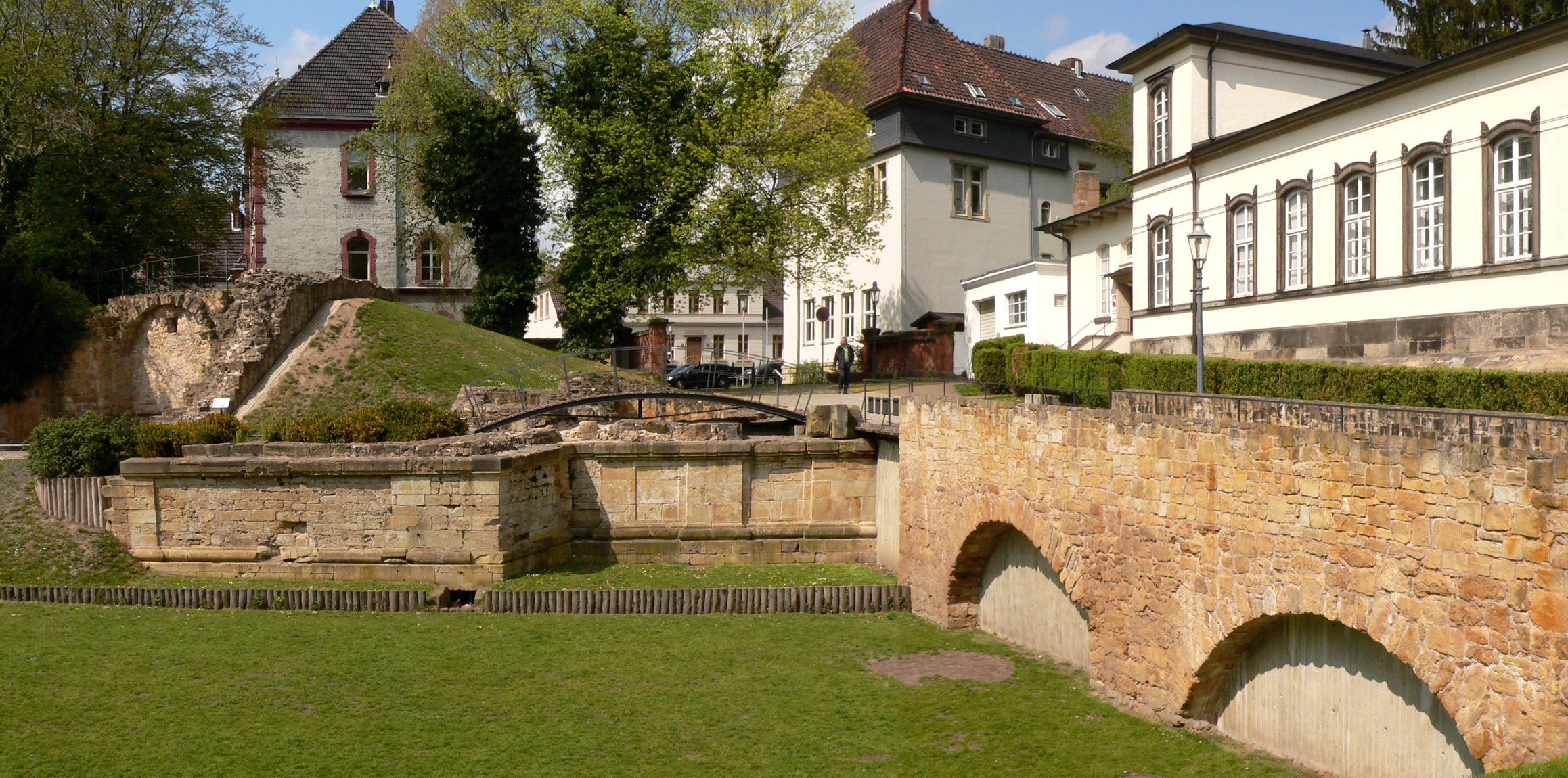
Die Gebäude des Amtsgerichts Peine auf dem Schlossberg (2015)

Das Amtsgericht Peine ist eines von acht Amtsgerichten im Bezirk des Landgerichts Hildesheim. Es hat seinen Sitz in Peine in Niedersachsen.

## Zuständigkeiten
Das Amtsgericht Peine ist örtlich zuständig für die Stadt Peine sowie die Gemeinden Edemissen, Hohenhameln, Ilsede und Lengede. Ihm ist das Landgericht Hildesheim übergeordnet. Zuständiges Oberlandesgericht ist das Oberlandesgericht Celle.

## Geschichte
Nach der Revolution von 1848 wurde im Königreich Hannover die Rechtsprechung von der Verwaltung getrennt und die Patrimonialgerichtsbarkeit abgeschafft.
Das Amtsgericht wurde daraufhin mit der Verordnung vom 7. August 1852 die Bildung der Amtsgerichte und unteren Verwaltungsbehörden betreffend als königlich hannoversches Amtsgericht gegründet. 
Es umfasste das Amt Peine, das Amt Hohenhameln zu Peine und die Stadt Peine.
Das Amtsgericht war dem Obergericht Hildesheim untergeordnet. Mit der Annexion Hannovers durch Preußen wurde es zu einem preußischen Amtsgericht in der Provinz Hannover.

## Gebäude
Das Gericht ist in vier Gebäuden Am Amthof untergebracht, auf dem Gelände der ehemaligen Burg Peine.